# Nikolai Grigorjewitsch Kostylew
Nikolai Kostylew (russisch Николай Григорьевич Костылев; * 1931; † 1993) war ein sowjetischer Gewichtheber.

## Werdegang
Er wuchs in Smolensk auf und besuchte die örtliche Jugendsportschule. Dort machte er bereits erste Kontakte mit dem Gewichtheben, die er fortsetzte, als er mit 16 Jahren an das Lehrerseminar in Malachowka bei Moskau überwechselte. Er machte rasche Fortschritte und erbrachte schon bald gute Leistungen. 1952 erreichte er schon 350 kg im olympischen Dreikampf. 1953 erzielte er im beidarmigen Reißen mit 118,5 kg einen Weltrekord, dem noch mehrere folgten. Obwohl er 1953 365 kg und 1954 380 kg erreichte, musste er doch bis 1955 warten, bis es zum ersten Einsatz bei einer Weltmeisterschaft kam. Dies lag daran, dass es in der Sowjetunion gerade in der Leichtgewichtsklasse eine Vielzahl an guten Gewichthebern gab. Nach 1956 stagnierte er in seinen Leistungen zwischen 370 und 380 kg und es kam zu keinen weiteren internationalen Einsätzen.

## Internationale Erfolge
(WM = Weltmeisterschaft, EM = Europameisterschaft, Le = Leichtgewicht)
- 1953, 1. Platz, Weltjugendfestspiele, Le, mit 350 kg, vor Verne Barberis, Australien, 337,5 kg und Robert Belza, Tschechoslowakei;
- 1955, 1. Platz, WM + EM in München, Le, mit 382,5 kg, vor Gouda, Ägypten, 365 kg und Tun Maung, Burma, 355 kg;
- 1956, 1. Platz, EM in Helsinki, Le, 377,5 kg, vor Josef Tauchner, Österreich, 357,5 kg, Luciano de Genova, Italien, 347,5 kg und Roland Lortz, Deutschland, 345 kg;
- 1958, 3. Platz, Grand Prix von Moskau, Le, mit 370 kg, hinter Wiktor Buschujew 382,5 kg, und Huan Tschan-Ju, 382,5 kg;
- 1960, 3. Platz, Großer Preis der UdSSR in Moskau, Le, mit 385 kg, hinter Anatoli Schgun, UdSSR, 390 kg und Mustafa Jagly-Ogly, UdSSR, 385 kg.

## Nationale Meisterschaften
- 1952, 1. Platz, UdSSR, Le, mit 350 kg, vor Lopatin, 342,5 kg;
- 1957, 4. Platz, UdSSR, Le, mit 372,5 kg, hinter Chabudtinow, 380 kg, Buschujew, 380 kg und Goldstein, 377,5 kg;
- 1958, 2. Platz, UdSSR, Le, mit 380 kg, hinter Viktor Buschujew, 387,5 kg;
- 1960, 6. Platz, UdSSR, Le, mit 382,5 kg, Sieger: Buschujew, 397,5 kg vor Lopatin, 395 kg.

## Weltrekorde
im beidarmigen Reißen:
- 118,5 kg, 1953 in Warschau, Le,
- 120 kg, 1953 in Warschau, Le,
- 120,5 kg, 1953 in Swerdlowsk, Le,
- 122,5 kg, 1954 in Leningrad, Le,
- 123 kg, 1955 in Moskau, Le,
- 125 kg, 1956 in Helsinki, Le,
- 126 kg, 1959 in Jaroslawl, Le.

| Personendaten    | Personendaten                            |
| ---------------- | ---------------------------------------- |
| NAME             | Kostylew, Nikolai Grigorjewitsch         |
| ALTERNATIVNAMEN  | Костылев, Николай Григорьевич (russisch) |
| KURZBESCHREIBUNG | sowjetischer Gewichtheber                |
| GEBURTSDATUM     | 1931                                     |
| STERBEDATUM      | 1993                                     |